# Municipio de Farm Ridge
El municipio de Farm Ridge (en inglés: Farm Ridge Township) es un municipio ubicado en el condado de LaSalle en el estado estadounidense de Illinois. En el año 2010 tenía una población de 918 habitantes y una densidad poblacional de 10,18 personas por km².

## Geografía
El municipio de Farm Ridge se encuentra ubicado en las coordenadas 41°14′13″N 88°51′56″O / 41.23694, -88.86556. Según la Oficina del Censo de los Estados Unidos, el municipio tiene una superficie total de 90.16 km², de la cual 90,08 km² corresponden a tierra firme y (0,08 %) 0,07 km² es agua.

## Demografía
Según el censo de 2010, había 918 personas residiendo en el municipio de Farm Ridge. La densidad de población era de 10,18 hab./km². De los 918 habitantes, el municipio de Farm Ridge estaba compuesto por el 98,26 % blancos, el 0,11 % eran afroamericanos, el 0,11 % eran amerindios, el 0,33 % eran asiáticos, el 0,11 % eran de otras razas y el 1,09 % eran de una mezcla de razas. Del total de la población el 3,7 % eran hispanos o latinos de cualquier raza.